# Стадион Никола Мантов
Стадион Никола Мантов је фудбалски стадион у Кочанима на којем игра ФК Осогово. Капацитет стадиона је 5.000 гледалаца.

## Име стадиона
Године 1973. клуб је играо у тадашњој Македонској републичкој лиги (трећи ниво такмичења), на утакмици између Осогово и ФК ФАС 11 Октомври из Скопља, на терену је као покошен пао 23-годишњи фудбалер Осогова, Никола Мантов и преминуо. 
У сећању на њега стадион је добио његово име. Сваке године, на годишњицу смрти, поменуте две екипе играју пријатељску утакмицу у знак сећања на преминулог играча.